# Toyohashi
Toyohashi (豊橋市, Toyohashi-shi) är en japansk stad i prefekturen Aichi på den centrala delen av ön Honshu. Staden är belägen vid Toyoflodens utflöde vid Mikawaviken i den sydöstra delen av prefekturen, och ligger klämd mellan Nagoyas och Hamamatsus storstadsområden. Toyohashi fick stadsrättigheter 1 augusti 1906 och har sedan 1999
status som kärnstad (japanska: 中核市?, Chūkakushi) enligt lagen om lokalt självstyre.

## Kommunikationer
Toyohashi trafikeras av Tokaido Shinkansen.